# Kampf um Merkendorf
Der Kampf um Merkendorf war eine militärische Auseinandersetzung zwischen Verbänden der US Army und der Waffen-SS gegen Ende des Zweiten Weltkrieges um die Stadt Merkendorf in Mittelfranken. Bei den dreitägigen Kämpfen vom 18. bis 20. April 1945, die mit der Einnahme Merkendorfs durch die Amerikaner endeten, starben 96 Menschen. Zahlreiche, teils historische Gebäude, wurden zerstört.

## Vorgeschichte
Ab dem 26. März 1945 begann die 7. US-Armee, den Rhein bei Worms zu überqueren. Zu den Verbänden gehörte die 101. Cavalry Group (mechanized) der Nationalgarde unter dem Kommando von Colonel Charles B. McClelland. Sie war mit Spähpanzern und einigen Jagdpanzern ausgerüstet und übernahm Aufklärungs- und Sicherungsaufgaben an den Flanken der 7. Armee. Hierbei geriet sie in kleinere Hinterhalte deutscher Truppen, die versuchten, das Vordringen der Alliierten zu verzögern. „Troop A“ der 101. wurde am 18. April 1945 in Wolframs-Eschenbach in Kämpfe verwickelt, während „Troop C“ diesen Ort umging und auf Merkendorf vorrückte.
Geschwächte Truppenverbände der deutschen Wehrmacht wichen vor den heranrückenden amerikanischen Panzerverbänden immer weiter nach Süden zurück, auch über die Reichsstraße 13, an der Merkendorf lag. Die Heeresgruppe B entschied, Merkendorf zu verteidigen. Der Ort wurde zur „Festung“ erklärt. Mit der Aufgabe wurde die der Heeresgruppe B unterstellte SS-Kampfgruppe „Bataillon Deggingen“ unter dem Befehl von SS-Sturmbannführer Willy Baumgärtel beauftragt und vom württembergischen Deggingen aus in die Region beordert. Merkendorf war die einzige Gemeinde im weiteren Umkreis, die verteidigt werden sollte.
Am 14. April protestierten einige Merkendorfer Frauen erfolglos gegen die Verteidigung der Stadt. Am 16. April wurden in Merkendorf Verteidigungsanlagen errichtet, darunter eine Panzersperre. Am Nachmittag des 17. April besichtigte Kreisleiter Gerstner die Verteidigungsanlagen. 150 Frauen und Kinder protestierten erneut gegen die geplante Verteidigung, jedoch ebenfalls ohne Erfolg. Amerikanische Truppenverbände überschritten die Reichsstraße 14 bei Ansbach. Im Merkendorfer Rathaus hielten deutsche Offiziere eine Lagebesprechung ab. Zerschlagene Heeresteile der 2. Gebirgs-Division zogen sich auf der Reichsstraße 13 von Ansbach kommend und auf der Staatsstraße Wolframs-Eschenbach–Windsbach zurück. Sprengkommandos zerstörten auf ihrem Rückzug in Richtung Gunzenhausen alle größeren Brücken, wie die in Ornbau.

## Verlauf
Am Mittag des 18. April 1945 erschienen amerikanische Beobachtungsflugzeuge über Merkendorf. Amerikanische Truppen drangen in Richtung Wolframs-Eschenbach–Merkendorf vor. Der Volkssturm, der weitere Verteidigungsanlagen um die Stadt errichten sollte, wurde aus dem nahen Mönchswald zurückbeordert. In den nächsten Stunden suchte die Stadtbevölkerung Schutz in Kellern und behelfsmäßig errichteten Unterständen in Gärten. Die deutschen Truppen bezogen Positionen in und um den Ort. Anrückende amerikanische Panzer auf der Anhöhe bei Gerbersdorf wurden mit Maschinengewehren beschossen. Diese erwiderten das Feuer. Die Stadtkirche Unserer Lieben Frau und weitere Gebäude gerieten in Brand.
Die Kampffront verlief im Nordosten zur Altstadt. US-Panzer beschossen die Stadt. Um den weiteren Beschuss zu verhindern ging ein Bewohner mit einem weißen Tuch den Gegnern entgegen und erreichte die Einstellung des Feuers. Die Amerikaner besetzten Merkendorf mit 40 bis 50 Panzern und Panzerspähwagen. Es brannte an 28 Stellen in der Stadt.
Das Kampfbataillon „Deggingen“ zog sich etwa 2,5 Kilometer von Merkendorf entfernt in die Wälder zurück. Der Kommandant der SS-Truppen verfügte, dass zwei Kampfgruppen in der Nacht vom 18. auf den 19. April in der Nacht in Merkendorf einzudringen hätten, um die Panzer der Amerikaner zu zerstören.
Gegen 3 Uhr am 19. April arbeitete sich eine Kampfgruppe an das Untere Tor und das Taschentor heran und zerstörte in einem verlustreichen Straßenkampf sechs amerikanische Panzer und einen Panzerspähwagen. Ein weiterer Verband rückte von Süden und Südosten in die Vorstadt ein. Bei heftigem Kampf wurden mehrere Panzer zerstört. Unterdessen drang die 1. Kompanie des SS-Verbands bis zum Marktplatz vor. Beim Unteren Tor kam es erneut zu schweren Gefechten. Aufgrund der letztlichen militärischen Überlegenheit der Amerikaner zogen sich die SS-Kampftruppen wieder in den Mönchswald zurück. Der amerikanische Besatzungskommandant erließ für die Stadtbevölkerung für den Abend eine Ausgangssperre. Auch die amerikanischen Verbände zogen sich aus der Stadt zurück. Die Nacht vom 19. auf den 20. April blieb ruhig.
Am Morgen des 20. April kamen erneut deutsche Soldaten in die Stadt und versuchten, die Amerikaner aufzuhalten. Viele Bewohner flohen in Panik in die umliegenden Dörfer. Als die Amerikaner am Morgen des 21. April anrückten, war kein deutscher Soldat mehr in der Stadt. Sie ließen die Barrikade im Oberen Tor wegräumen und besetzten Merkendorf endgültig.

## Folgen
Nach dem Zusammenbruch der Front bei Merkendorf wurde die Kampfgruppe „Deggingen“ an die Bahnlinie Gunzenhausen–Cronheim–Wassertrüdingen beordert, um dort in Stellung zu gehen.
Insgesamt wurden bei den Kämpfen um Merkendorf 96 Menschen getötet, davon waren 12 Zivilisten, 70 amerikanische Soldaten und 14 Soldaten der Waffen-SS. Die getöteten Zivilisten und Soldaten wurden auf dem Merkendorfer Friedhof beigesetzt. Eine geplante Umbettung der Soldaten auf den Soldatenfriedhof Nagelberg bei Treuchtlingen unterblieb auf Wunsch der Stadt Merkendorf.
Sowohl in der Altstadt als auch in der Vorstadt wurden zahlreiche Gebäude während der Kampfhandlungen komplett zerstört oder schwer beschädigt. Insgesamt brannten 39 Gebäude ab, vier wurden schwer und 23 leicht beschädigt.

## Zahl der Toten
1. ↑  Die Anzahl und Zusammensetzung der Getöteten ist umstritten. Die Dokumentation der 101st Cavalry gibt auf Seite 37 80 tote SS-Soldaten bei nur zwei getöteten US-Soldaten an, während Stephen G. Fritz auf Seite 178 in „Endkampf: Soldiers, Civilians, And The Death Of The Third Reich“ auf deutsche Berichte verweist, die elf Tote, 24 Verwundete und 29 Vermisste unter den angreifenden Waffen-SS-Soldaten angeben, die Amerikaner verloren nach Fritz zwei Tote und vier Vermisste. Koch nennt in Krieg und Frieden – Merkendorf 1944–1949 insgesamt 96 Tote.